# جوناثان روزاليس
جوناثان روزاليس (بالإنجليزية: Jonathan Rosales)‏ هو لاعب كرة قدم أمريكي، ولد في 22 مايو 1998 في كيسيمي في الولايات المتحدة. لعب مع South Florida Bulls men's soccer ‏.

## وصلات خارجية
- جوناثان روزاليس على موقع قاعدة بيانات كرة القدم.إي يو (الإنجليزية)
- جوناثان روزاليس على موقع Soccerway.com (الإنجليزية)